# 木曽川大橋

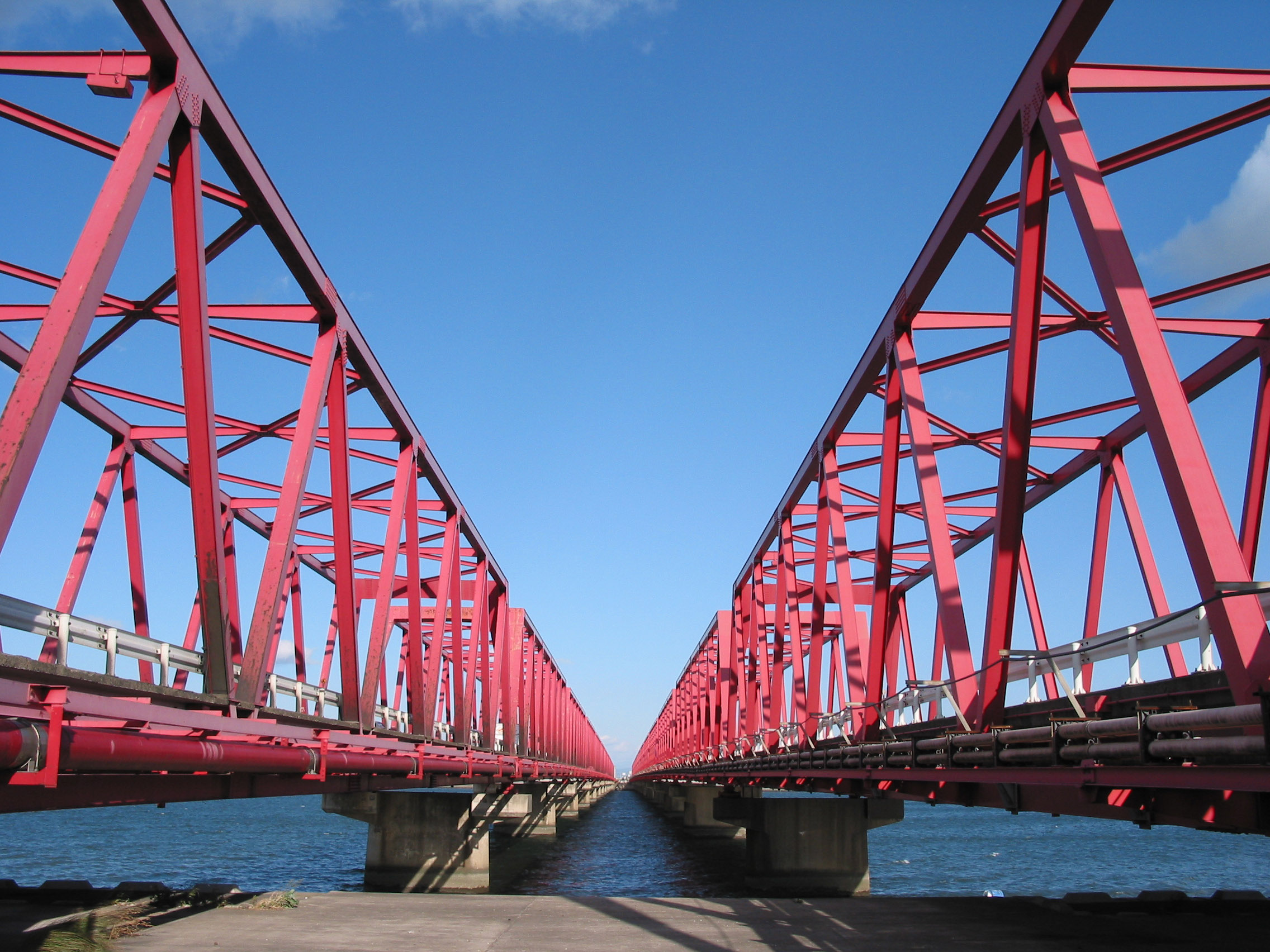
木曽川大橋

木曽川大橋（きそがわおおはし）は、木曽川に架かる国道23号（名四国道）の道路橋梁。

## 概要
三重県桑名市と同県桑名郡木曽岬町にまたがる、橋長858.46 m（支間長：70.63 m）の12連単純平行弦下路ワーレントラス橋である。片側2車線の上り線と下り線がある。1日当たりの平均交通量は約53,000台であり、木曽川に架かる無料の道路としては最南端の橋である。橋下の木曽川は汽水域となっていて、橋の南西には長島スポーツランドがある。

## 歴史
- 日本道路公団によって施工される。
- 1963年（昭和38年）2月16日 - 揖斐長良大橋とともに一般有料道路「名四道路」の一部として供用開始された[2]（後の上り線：北側の橋）。
- 1966年（昭和41年） - 下り線橋梁が完成、供用開始。
- 1972年（昭和47年）12月27日 - 無料開放。現在は名四国道の一部となっている。
- 1999年（平成11年） - 上り線橋梁の走行車線側の斜材の一部に腐食が見つかる。
- 2007年（平成19年）6月20日 - 上り線の橋梁の追越し車線側の鉄骨支柱の一部（第1径間の4番目の斜材）に破断が見つかる。翌日より緊急修復工事開始。破断箇所は、ジャッキアップにより隙間を縮め、学識経験者の指導を受け復旧をおこなわれた。また併せて補強工事を実施。
- 2009年（平成21年）10月1日 - 木曽川大橋、揖斐長良大橋の上り線（名古屋方面）橋梁の補修・補強工事が始まり、下り線を使用した対面通行となる。2010年（平成22年）4月11日に終了した。
- 2010年（平成22年）10月1日 - 木曽川大橋、揖斐長良大橋の下り線（伊勢方面）橋梁の補修・補強工事が始まり、上り線を使用した対面通行となる。2011年（平成23年）3月25日に終了した[3]。

## 問題点
木曽川・揖斐川河口付近は関西線木曽川橋梁・揖斐・長良川橋梁より下流にて高潮対策のため堤防のかさ上げが行われているが、本橋含め揖斐長良大橋・尾張大橋・伊勢大橋付近は橋の構造が支障するためかさ上げされておらず、橋の両端から水が浸入するのではないかと懸念され、併せて桁下不足が指摘され洪水時は川の流れを妨げるため、前述の揖斐長良大橋などと共に本橋の改築を求める意見はあるが、架け替え等を行う場合莫大な費用が予想される。